# Kraft durch Freude
A Kraft durch Freude (magyarul Erő az öröm által, esetleg Erő az örömből), rövidítve KdF egy állami szabadidős szervezet volt a Harmadik Birodalom idején. A szervezet egyik alegysége volt a Német Munkafrontnak (Deutsche Arbeitsfront). 1933 és 1945 között állt fenn, főleg kirándulásokat, túrákat szervezett. A KdF inkább a birodalmi-nemzetiszocialista érdekeket szolgálta, de a modern tömegturizmus előfutárának is tekinthető szervezett kirándulásaival, útjaival.

## Alapítása
Az NSDAP hatalomra kerülése után a Munkafront elnöke, Robert Ley látogatást tett Benito Mussolini Olaszországában, ahol megismerkedett az olasz fasiszta szabadidős szervezetekkel. Ennek nyomán találta ki Ley a jól hangzó Kraft durch Freude szlogent. 1933. november 14-én Hitler beleegyezett a tervbe, ám az hivatalosan csak két hétre rá, november 27-én alapították meg a Munkafront egyik gyűlésén, Rudolf Heß és Joseph Goebbels jelenlétében. 1934-ben jött ki a rendelet, hogy a KdF fenntartója a Német Munkafront.

## Céljai

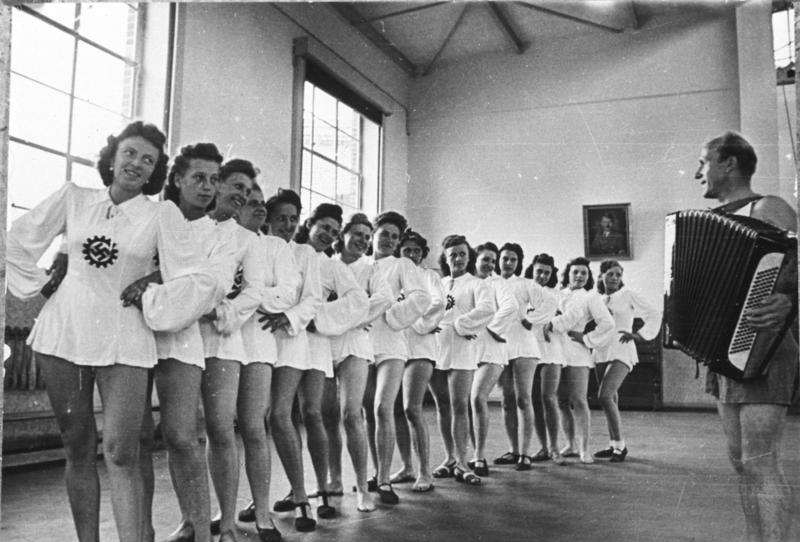
Tánc és gimnasztikai foglalkozás a KdF keretén belül 1933-ban

Céljai meglehetősen egyértelműek voltak, már a nevében is benne volt. Tagjai merítsenek erőt az örömből, amit aztán fordítsanak a nemzetiszocialista Németország számára. Számos jó elgondolás is született a KdF-nél, maga az ötlet jó volt, de azt a diktatúra a maga ötleteire használta fel. Főként fizikai aktivitást használtak ennek elérésére, uniformizált, osztályok nélküli, egységes jelleggel.

## Tevékenységei

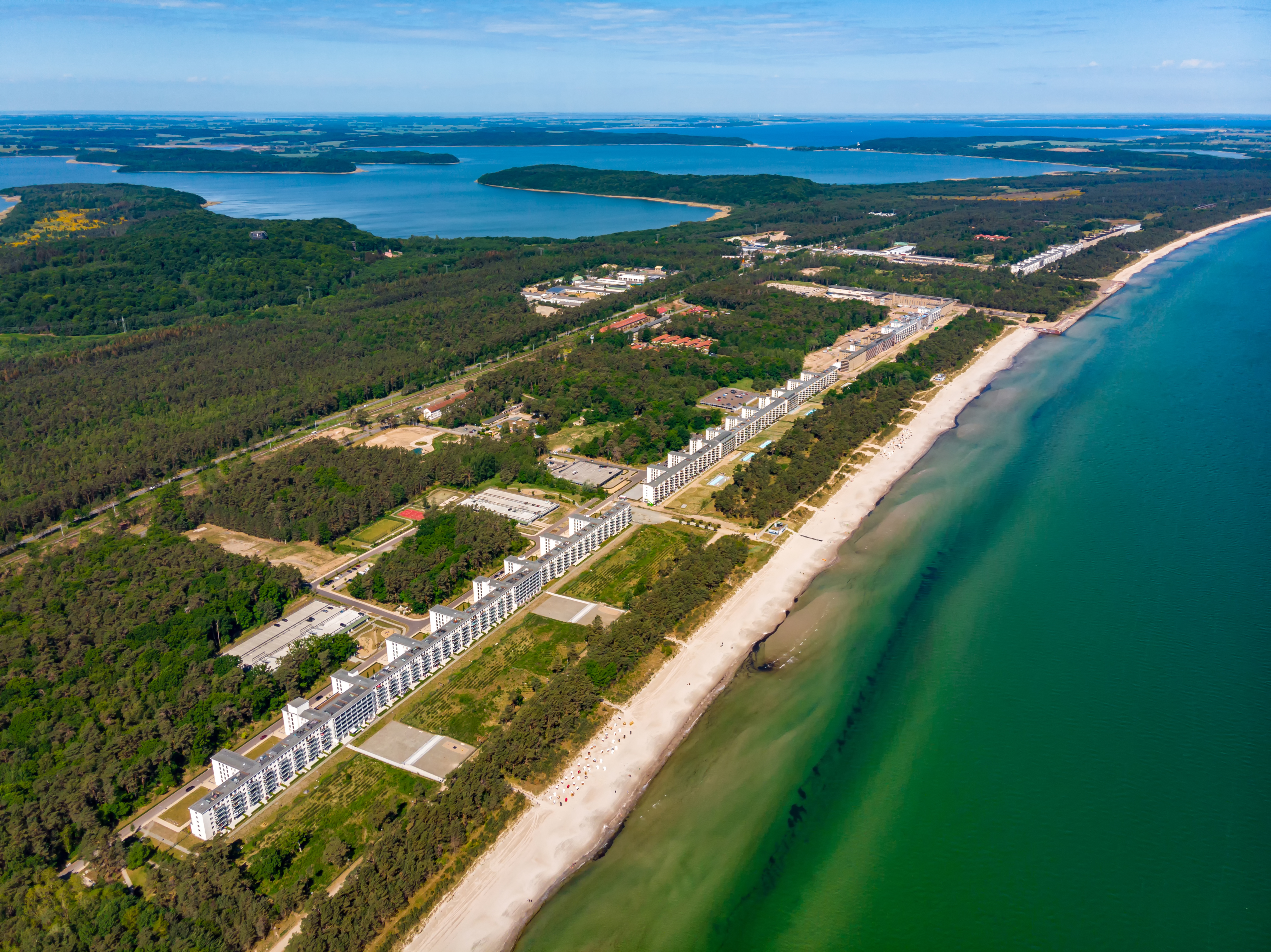
Prora Rügen szigetén

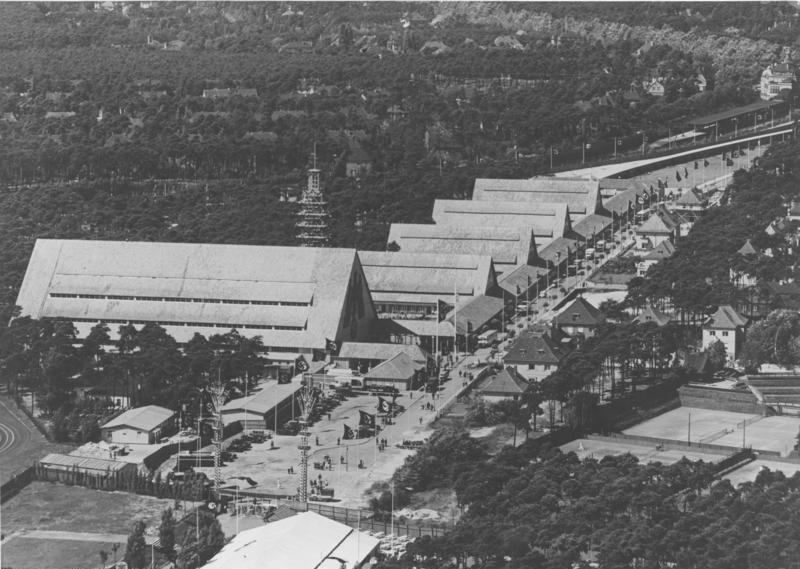
KdF-város a berlini olimpia idején (1936)

A KdF közös vacsorákat, összejöveteleket, tornákat, úszásokat, varrótanfolyamokat, sakktornákat, koncerteket és felnőttképzéseket szervezett.
A szervezet legnagyobb vállalkozásai a kirándulások és utazások szervezései voltak, amelyhez a KdF külön hajókat is építtetett. Legismertebb végrehajtott tervei:
- KdF-Wagen, a későbbi Volkswagen-Művek alapjai
- Utasszállító (luxus) hajók: Wilhelm Gustloff, Der Deutsche, Dresden II és a Robert Ley.
- Prora hatalmas üdülőkomplexuma Rügen szigetén

A Kraft durch Freude egy mottó is volt egyben, amit a Wien-Filmekél használtak, a nemzetiszocialista filmpolitika részeként.

## Fenntartása
A Német Munkafront nagy részének tagjai értelemszerűen tagjai voltak a KdF-nek is. Így kötelesek voltak havi fél (0,5) birodalmi márkát befizetni a mozgalomnak. A tagok legnagyobb része egyébként önként jelentkező volt. 1937-ben a szervezetnek 106 000 önkéntes és 4400 főállású tagja volt. 
1933-ban a Munkafront még csak 281 millió márkával, 1939-ben már 538 millió márkával járult hozzá a költségekhez.

## Fordítás
- Ez a szócikk részben vagy egészben  a   Kraft durch Freude című német Wikipédia-szócikk ezen változatának fordításán alapul.  Az eredeti cikk szerkesztőit annak laptörténete sorolja fel. Ez a jelzés csupán a megfogalmazás eredetét és a szerzői jogokat jelzi, nem szolgál a cikkben szereplő információk forrásmegjelöléseként.